# Didier Couécou
Didier Couécou (ur. 25 lipca 1944 w Bordeaux) – francuski piłkarz występujący podczas kariery zawodniczej na pozycji napastnika. Uczestnik mistrzostw świata w 1966 roku.
W latach 1963–1969 oraz 1974–1976 zawodnik Girondins Bordeaux. W sezonie 1969/70 występował w OGC Nice. Potem w latach 1970–1972 grał w Olympique Marsylia. Następnie w sezonie 1972/73 i rundzie jesiennej sezonu 1973/74 był piłkarzem FC Nantes. W 1974 roku powrócił do Marsylii. Karierę zakończył w 1976 roku w Bordeaux.